# Rio de la Ca' di Dio

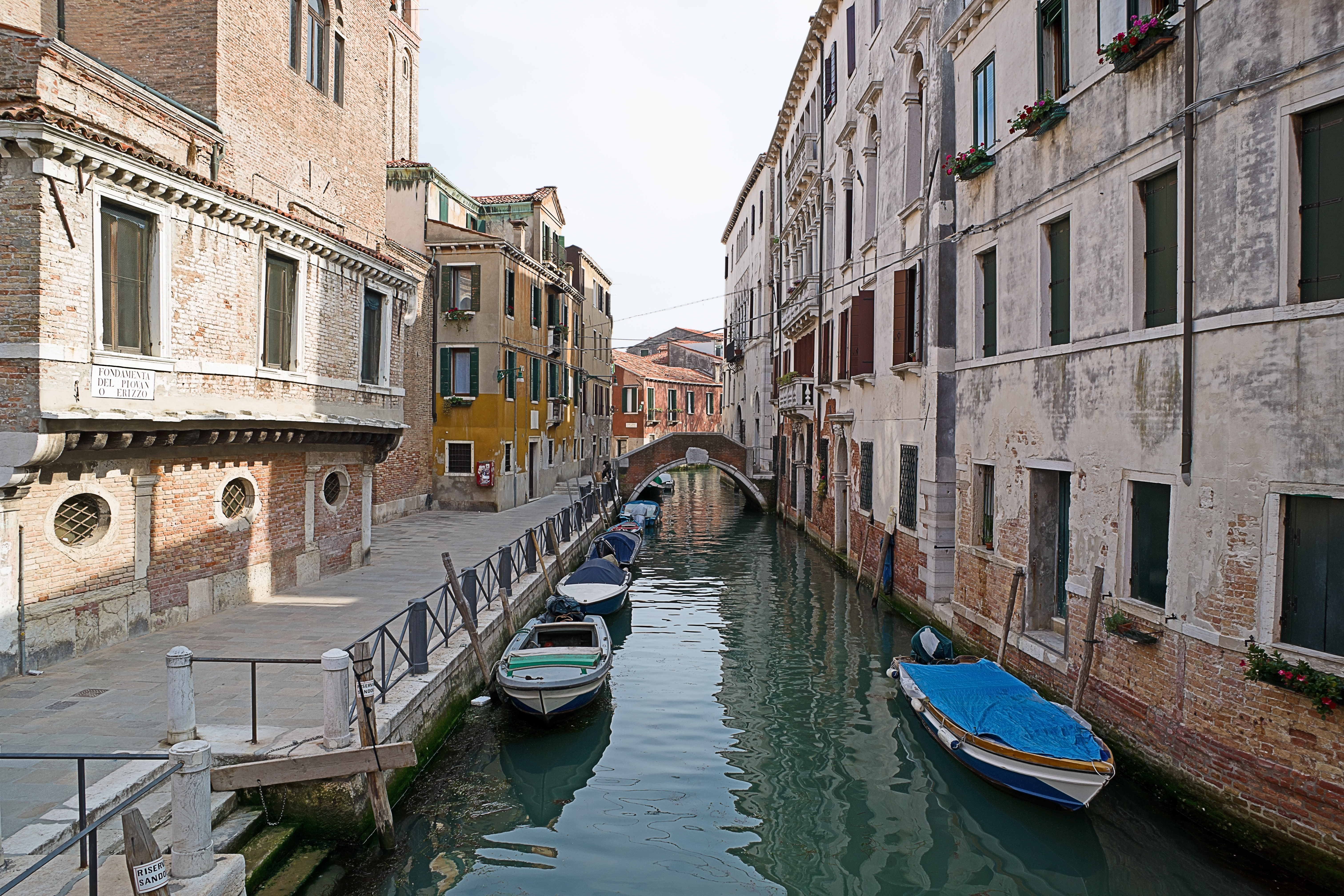
Fondamenta del Piovan cu podul Erizzo

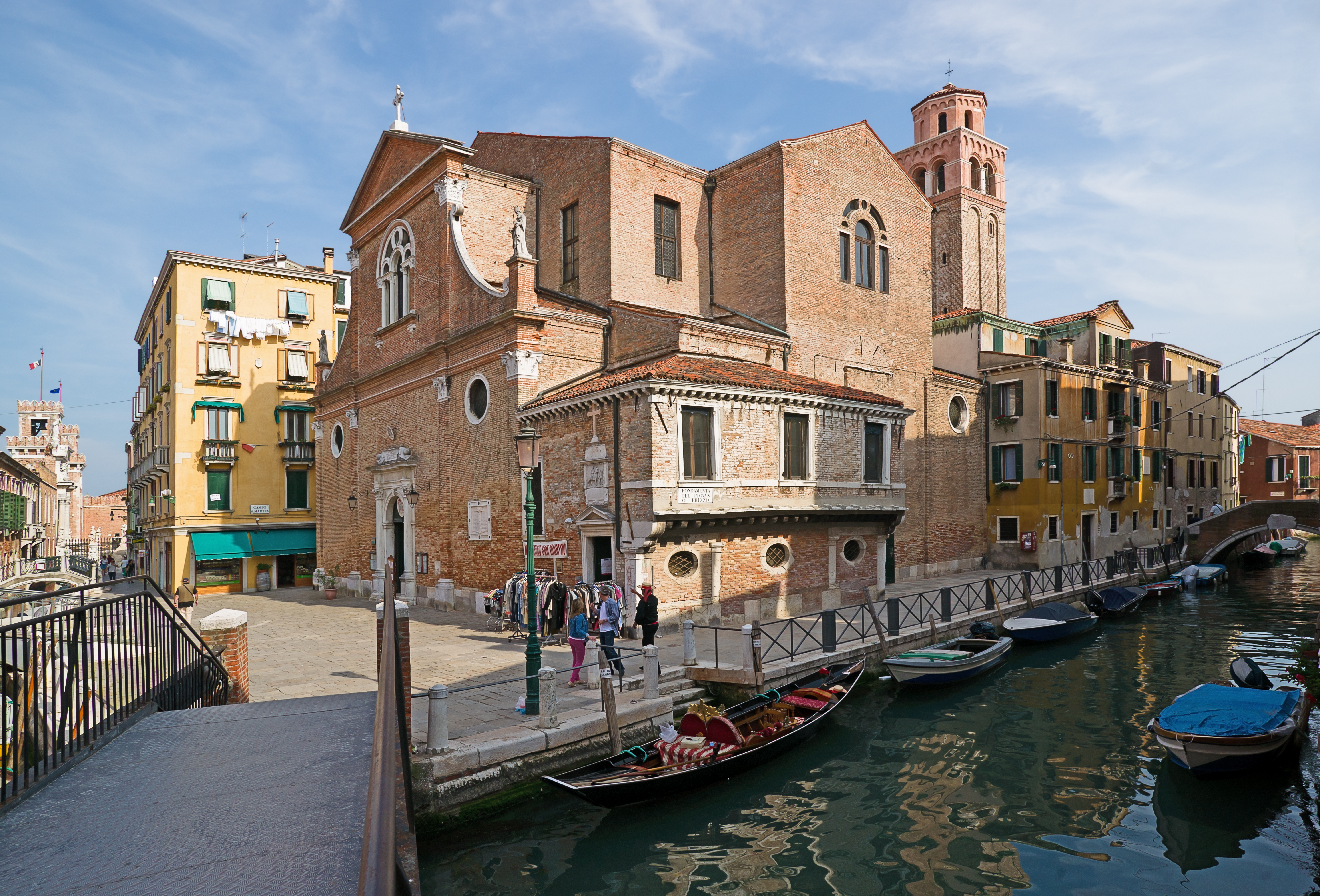
Biserica San Martino văzută de pe "Ponte Storto"

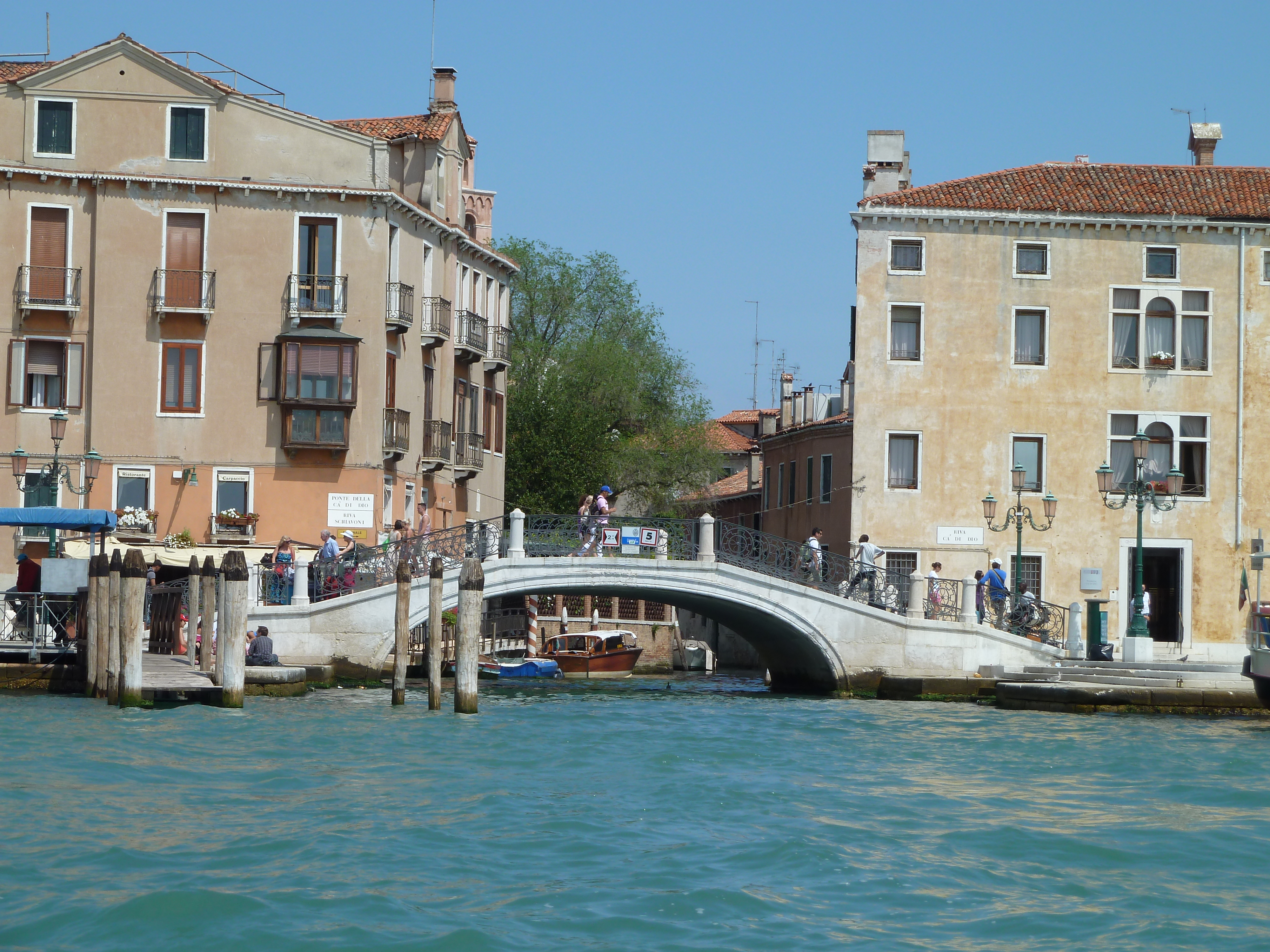
Vărsarea canalului în Bazinul San Marco

Rio de la Ca' di Dio (canalul Casei Domnului) este un canal din Veneția în sestiere Castello. 

## Origine
Numele canalului provine de la azilul Ca' di Dio care se află pe malul său.

## Descriere
Rio de la Ca' di Dio are o lungime de 191 de metri. El prelungește rio di San Martino începând de la ponte Storto către sud pentru a se vărsa în Bazinul San Marco.

## Localizare
- Acest canal se varsă în Bazinul San Marco după ce trece pe sub podul Ca' di Dio.
- Pe malurile acestui canal se află:
  - campo de San Martino;
  - palatul Erizzo;
  - Ca' di Dio.

## Poduri
Canalul este traversat de trei poduri, de la nord la sud:

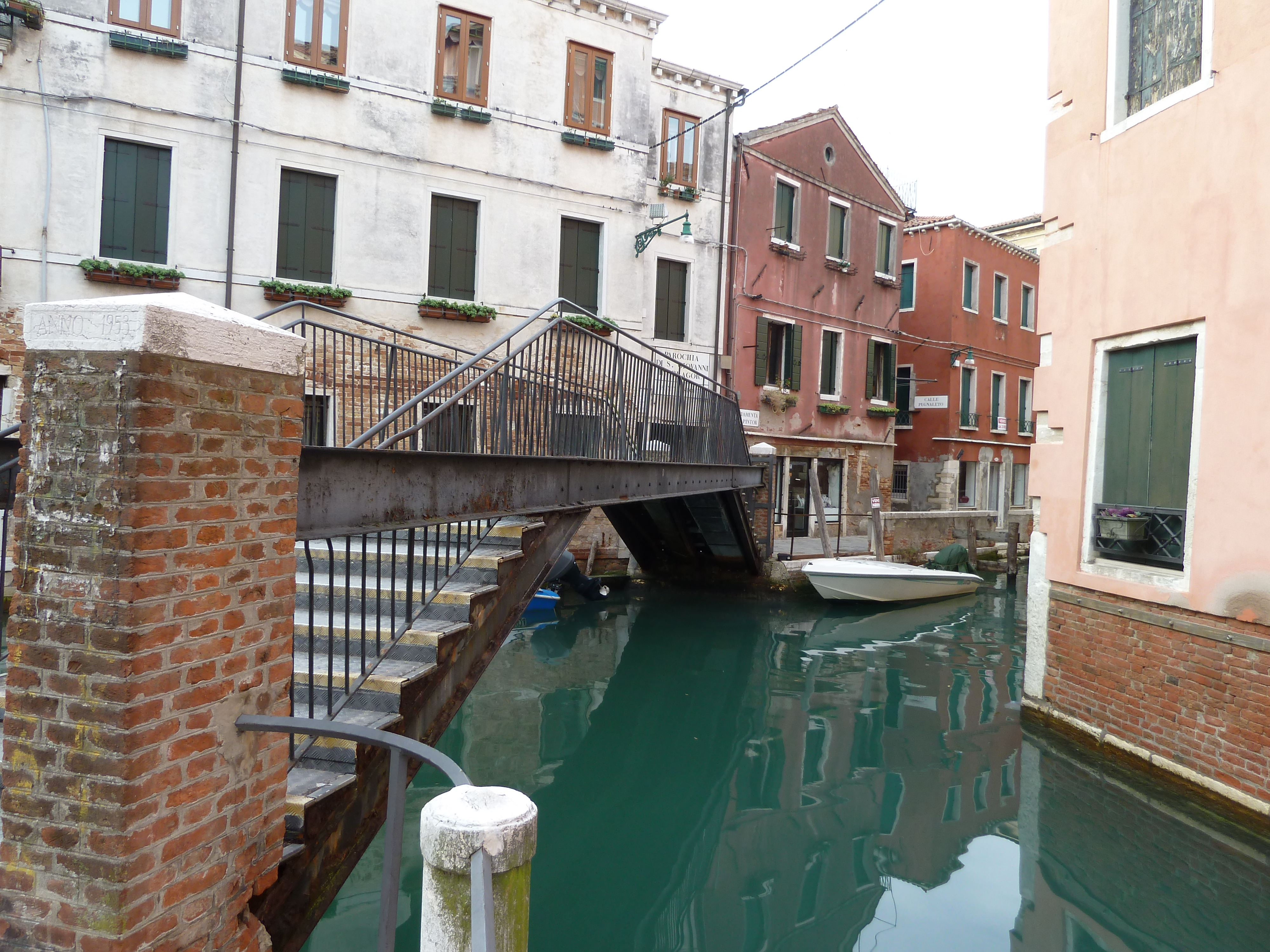
Ponte Storto: marchează limita cu rio di San Martino; el conectează fondamenta del Pintor şi campo de San Martino
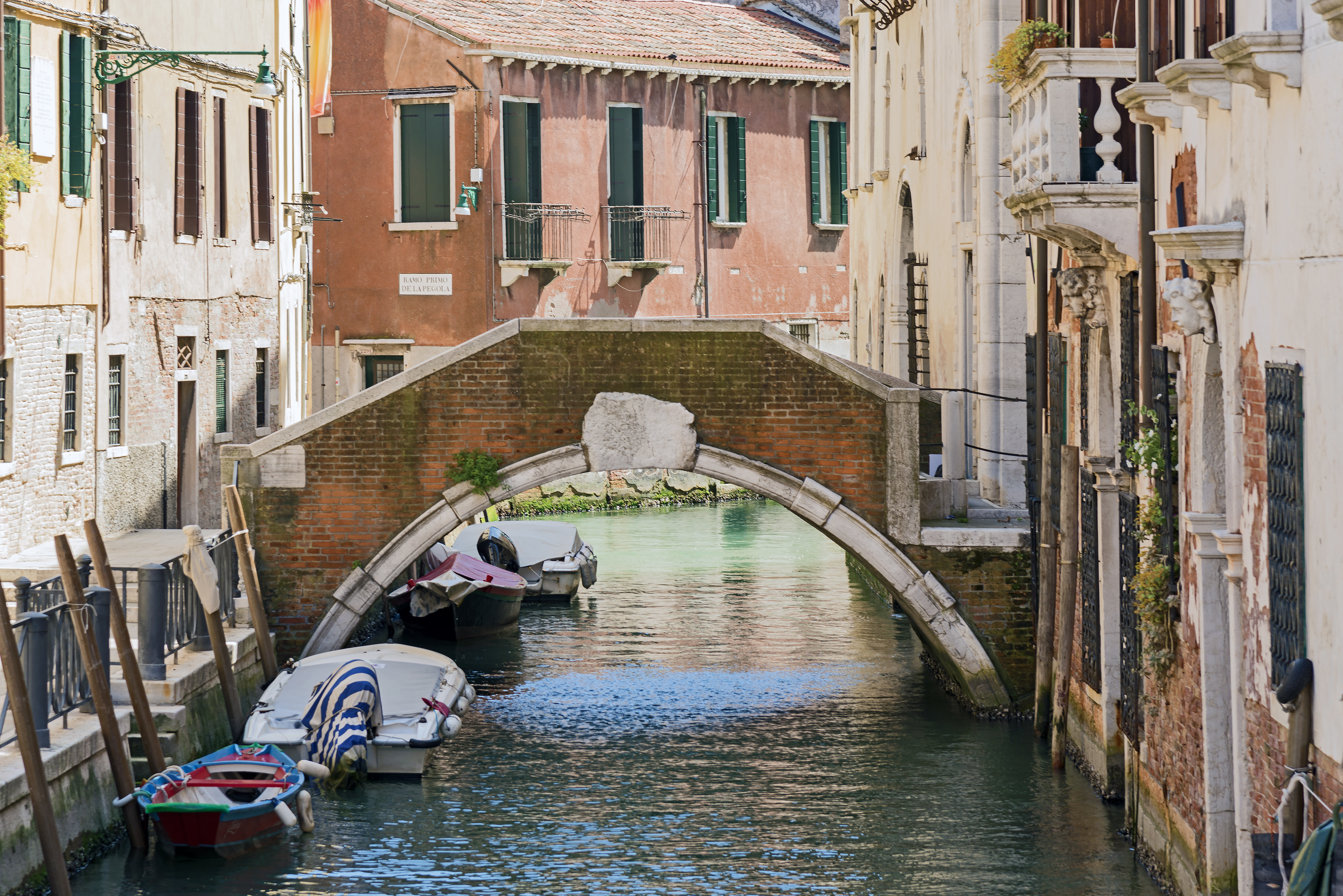
Ponte Erizzo care conectează calle Ca' di Dio şi fondamenta del Piovan o Erizzo
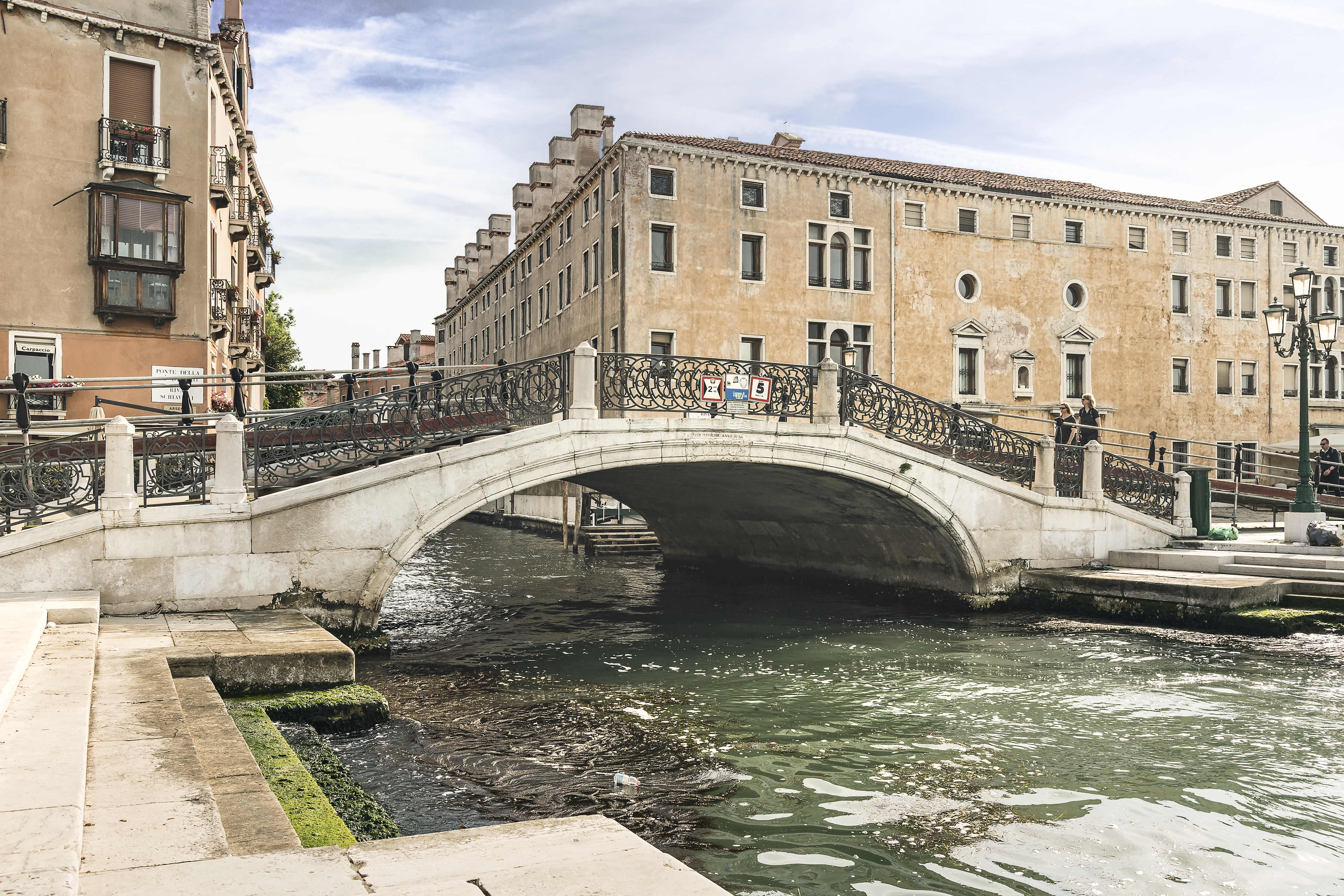
Ponte Ca' di Dio care conectează riva Ca' di Dio şi riva degli Schiavoni